# Командир на поделение
Командирът на поделението е пряк началник на личния състав на поделението. Той организира и ръководи разработването и изпълнението на плановете за нарастване готовността за изпълнение на бойни задачи, мобилизация и за бойната подготовка на поделението. Също така води подготовката на щаба на поделението, провежда занятия с командирите на подразделения и с техните заместници. Ръководи и контролира защитата на класифицираната информация. Организира противопожарната охрана, отбраната и пропускателния режим в поделението, подготовката и провеждането на военната клетва и други ритуали, провеждани с участието на военнослужещи от поделението.

## Заместник-командир на поделение
Заместник-командирът на поделението е подчинен на командира на поделението. Той е негов първи заместник и е пряк началник на целия личен състав. Има право да отдава разпореждания от името на командира, като за тях е длъжен да му докладва.